# Barış Manço
Tosun Yusuf Mehmet Barış Manço (2. ledna 1943 Üsküdar – 1. února 1999 Kadıköy) byl turecký hudebník, zpěvák, skladatel, textař, herec a televizní producent. Byl průkopníkem rockové hudby v Turecku a jedním ze zakladatelů anatolského rockového žánru, který kombinuje prvky turecké lidové hudby a rocku. V 70. letech 20. století koketoval s progresivním, alternativním a psychedelickým rockem, jeho experimentování s elektronickými nástroji v 80. letech ovlivnilo zvuk turecké populární hudby o dekádu později. Složil kolem 200 písní a patří mezi nejprodávanější turecké umělce. V roce 1972 založil kapelu Kurtalan Ekspres, kterou vedl až do konce života. Jeho image s dlouhými vlasy, knírem a několika velkými prsteny budila v 60. letech, kdy začínal, veřejné kontroverze, ovšem v 70. a 80. letech, kdy zažíval největší hudební slávu, se stala nezaměnitelným logem v turecké populární kultuře. Jeho texty se odlišovaly od zbytku turecké pop music tím, že nebyly milostné, snažil se v nich navázat na tradici „aşıků“ (putujících lidových básníků). Od roku 1988 měl svůj vlastní televizní pořad 7'den 77'ye na státní televizi TRT 1. Byl vysílán osm let a patřil k nejpopulárnějším programům. Kombinoval hudební produkci, talk show a dokument věnovaný vždy nějaké cizí zemi, Manço jich při přípravě pořadu navštívil 150. Byl sběratelem viktoriánského nábytku, japonského a čínského porcelánu, orientalistických obrazů 19. století a secesního skla. Tyto jeho zájmy souvisely s tím, že vystudoval grafický a textilní design na Královská akademii výtvarných umění v Belgii (absolvoval v roce 1969).

## Diskografie

### Alba
- Dünden Bugüne (1972)
- 2023 (1975)
- Sakla Samanı Gelir Zamanı (1976)
- Baris Mancho, (na tureckém trhu pod názvem Nick The Chopper) (1976)
- Yeni Bir Gün (1979)
- 20 Sanat Yılı Disco Manço (1980)
- Sözüm Meclisten Dışarı (1981)
- Estağfurullah ... Ne Haddimize! (1983)
- 24 Ayar Manço (1985)
- Değmesin Yağlı Boya (1986)
- 30 Sanat Yılı Fulaksesuar Manço - Sahibinden İhtiyaçtan (1988)
- Darısı Başınıza (1989)
- Mega Manço (1992)
- Müsaadenizle Çocuklar (1995)
- Barış Manço Live In Japan (1996)
- Mançoloji (1999)
- Barış Manço Golden Rollers (2018)
- Manlac Blues 9 - Demo 1965 - 1966 Volume 1 (2019)